# Miguel Hernández Sánchez
Miguel Hernandez (Madrid, 19 febbraio 1970) è un ex calciatore spagnolo, di ruolo difensore.

## Carriera

### Club
Cresce nel Rayo Vallecano con cui gioca per due stagioni in Segunda Division e per due nella Primera División.
Nel 1994 passa all'Espanyol che nel 1996 lo cede in prestito al Salamanca e poi nel 1997 passa a titolo definitivo al Lleida per un anno. In seguito gioca per un'ultima stagione al Tarrasa, prima di lasciare il calcio giocato a 29 anni.

### Nazionale
Ha fatto parte della selezione olimpica ai Giochi olimpici del 1992, dove vinse la medaglia d'oro.

## Palmarès
- Oro olimpico: 1

Barcellona 1992